# Aderus eucalypti
Aderus eucalypti is een keversoort uit de familie schijnsnoerhalskevers (Aderidae). De wetenschappelijke naam van de soort werd in 1898 gepubliceerd door Arthur Mills Lea.